# Landeswohlfahrtsverband
Landeswohlfahrtsverbände bestehen in den Bundesländern Hessen (Landeswohlfahrtsverband Hessen) und Sachsen (Kommunaler Sozialverband Sachsen). 
Es handelt sich um Verbände, die jeweils von den Landkreisen und Städten des Bundeslandes getragen und finanziert werden. Sie nehmen Aufgaben der Sozial- und Behindertenhilfe wahr, insbesondere die Funktion des überörtlichen Trägers der Sozialhilfe.
Der Landeswohlfahrtsverband Württemberg-Hohenzollern (LWV-WH) sowie der Landeswohlfahrtsverband Baden (LWB) wurden im Zuge der Verwaltungsreform des Landes Baden-Württemberg zum 31. Dezember 2004 aufgelöst. Die bisherigen Aufgaben dieser Landeswohlfahrtsverbände wurden aufgeteilt und an die Stadt- und Landkreise sowie an den Kommunalverband für Jugend und Soziales Baden-Württemberg übergeben.